# Fotbalista roku (Nizozemsko)

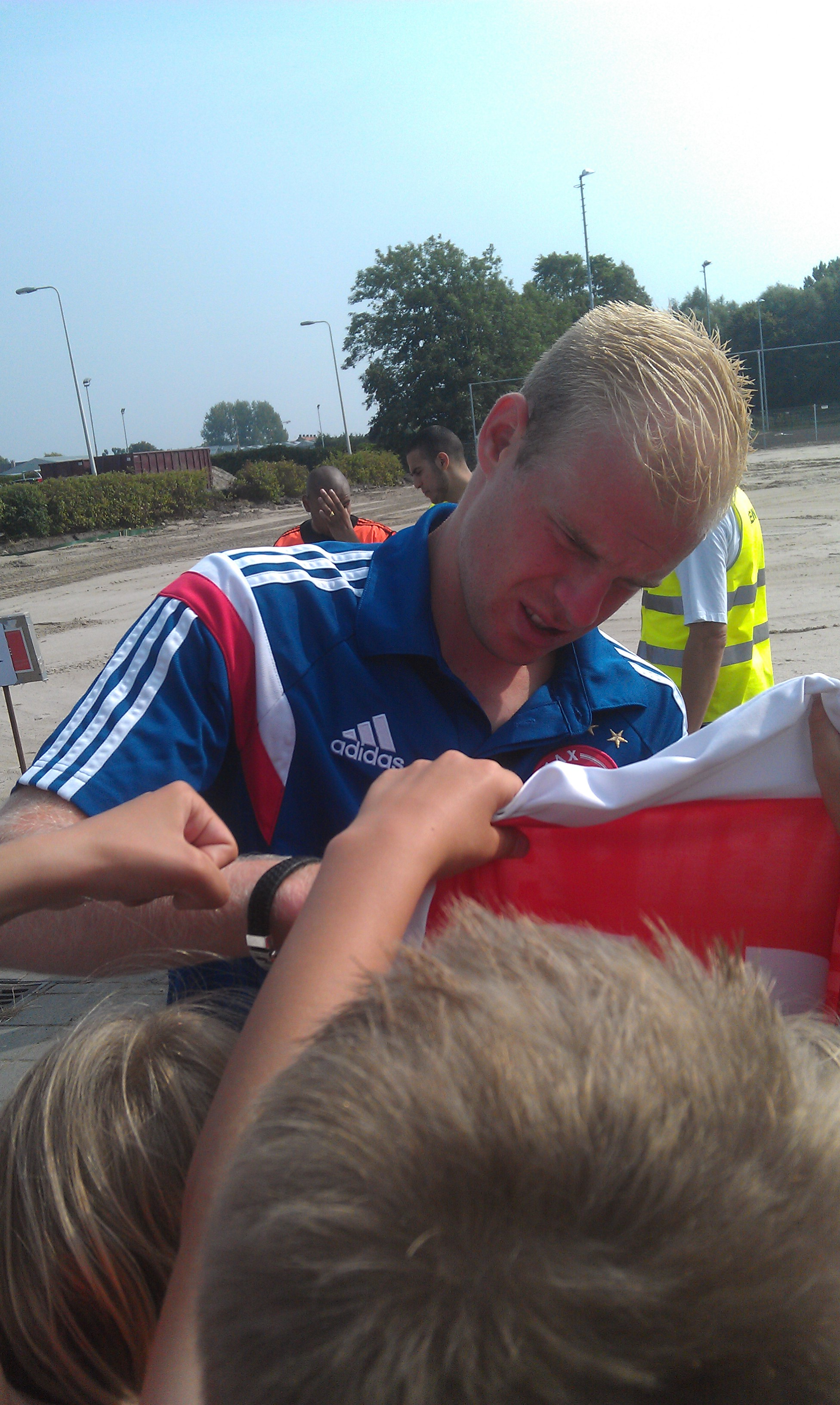
Davy Klaassen, vítěz za sezónu 2015/16

V Nizozemsku je ocenění Fotbalista roku udělováno od roku 1984. O jeho vítězi rozhodují fotbalisté z nizozemské první (Eredivisie) a druhé (Eerste Divisie) ligy. Do roku 1997 se udělovalo na konci kalendářní roku, po tomto datu se udělala změna a ocenění se udělovalo na konci fotbalové sezóny. V roce 2006 se cena sloučila s oceněním Gouden Schoen (zlatá kopačka), které od roku 1982 udělovaly společně noviny De Telegraaf a nizozemský fotbalový magazín Voetbal International. Vždy se mohlo hlasovat jen pro hráče z nizozemské ligy.
Vítězem se v sezóně 2024/2025 stal Igor Paixão z Feyenoordu.

## Přehled vítězů
Zdroje:

### Fotbalista roku
- 1984 –  Ruud Gullit (Feyenoord)
- 1985 –  Marco van Basten (AFC Ajax)
- 1986 –  Ruud Gullit (PSV Eindhoven)
- 1987 –  Ronald Koeman (PSV Eindhoven)
- 1988 –  Ronald Koeman (PSV Eindhoven)
- 1989 –  Romário (PSV Eindhoven)
- 1990 –  Jan Wouters (AFC Ajax)
- 1991 –  Dennis Bergkamp (AFC Ajax)
- 1992 –  Dennis Bergkamp (AFC Ajax)
- 1993 –  Jari Litmanen (AFC Ajax)
- 1994 –  Ronald de Boer (AFC Ajax)
- 1995 –  Luc Nilis (PSV Eindhoven)
- 1996 –  Ronald de Boer (AFC Ajax)
- 1997 –  Jaap Stam (PSV Eindhoven)
- 1998/99 –  Ruud van Nistelrooy (PSV Eindhoven)
- 1999/00 –  Ruud van Nistelrooy (PSV Eindhoven)
- 2000/01 –  Mark van Bommel (PSV Eindhoven)
- 2001/02 –  Pierre van Hooijdonk (Feyenoord)
- 2002/03 –  Mateja Kežman (PSV Eindhoven)
- 2003/04 –  Maxwell (AFC Ajax)
- 2004/05 –  Mark van Bommel (PSV Eindhoven)
- 2005/06 –  Dirk Kuijt (Feyenoord)
- 2006/07 –  Afonso Alves (SC Heerenveen)
- 2007/08 –  Johnny Heitinga (AFC Ajax)
- 2008/09 –  Mounir El Hamdaoui (AZ Alkmaar)
- 2009/10 –  Luis Suárez (AFC Ajax)
- 2010/11 –  Theo Janssen (FC Twente)
- 2011/12 –  Jan Vertonghen (AFC Ajax)
- 2012/13 –  Wilfried Bony (Vitesse)[3]
- 2013/14 –  Daley Blind (AFC Ajax)[4]
- 2014/15 –  Georginio Wijnaldum (PSV Eindhoven)
- 2015/16 –  Davy Klaassen (AFC Ajax)
- 2016/17 –  Karim El Ahmadi (Feyenoord)
- 2017/18 –  Hakim Zijach (AFC Ajax)
- 2018/19 –  Matthijs de Ligt (AFC Ajax)
- 2019/20 – sezóna předčasně ukončena, cena se neudělovala
- 2020/21 –  Dušan Tadić (AFC Ajax)[5]
- 2021/22 –  Cody Gakpo (PSV Eindhoven)[6]
- 2022/23 –  Orkun Kökçü (Feyenoord)
- 2023/24 –  Luuk de Jong (PSV Eindhoven)
- 2024/25 –  Igor Paixão (Feyenoord)

### Gouden Schoen
- 1982 –  Martin Haar (HFC Haarlem)
- 1983 –  Piet Schrijvers (AFC Ajax)
- 1984 –  Johan Cruijff (Feyenoord)
- 1985 –  Frank Rijkaard (AFC Ajax)
- 1986 –  Ruud Gullit (PSV Eindhoven)
- 1987 –  Frank Rijkaard (AFC Ajax)
- 1988 –  Gerald Vanenburg (PSV Eindhoven)
- 1989 –  Gerald Vanenburg (PSV Eindhoven)
- 1990 –  Edward Sturing (Vitesse)
- 1991 –  Hennie Meijer (FC Groningen)
- 1992 –  John Metgod (Feyenoord)
- 1993 –  Marc Overmars (AFC Ajax)
- 1994 –  Ed de Goey (Feyenoord)
- 1995 –  Danny Blind (AFC Ajax)
- 1996 –  Danny Blind (AFC Ajax)
- 1997 –  Jaap Stam (PSV Eindhoven)
- 1998 –  Edwin van der Sar (AFC Ajax)
- 1999 –  Michael Mols (FC Utrecht)
- 2000 –  Jerzy Dudek (Feyenoord)
- 2001 –  Johann Vogel (PSV Eindhoven)
- 2002 –  Cristian Chivu (AFC Ajax)
- 2003 –  Dirk Kuijt (FC Utrecht)
- 2004 –  Maxwell (AFC Ajax)[7]
- 2005 –  Mark van Bommel (PSV Eindhoven)

### Talent roku
Ocenění Nizozemský talent roku (Nederlands Voetbal Talent van het Jaar) je udělováno od roku 1984 hráčům do 21 let. V roce 2003 bylo nahrazeno Cenou Johana Cruijffa (Johan Cruijff Prijs).
- 1984 –  Mario Been (Feyenoord)
- 1985 –  Frans van Rooy (PSV Eindhoven)
- 1986 –  Aron Winter (AFC Ajax)
- 1987 –  Bryan Roy (AFC Ajax)
- 1988 –  Pieter Huistra (FC Twente)
- 1989 –  Richard Witschge (AFC Ajax)
- 1990 –  Dennis Bergkamp (AFC Ajax)
- 1991 –  Gaston Taument (Feyenoord)
- 1992 –  Marc Overmars (AFC Ajax)
- 1993 –  Clarence Seedorf (AFC Ajax)
- 1994 –  Clarence Seedorf (AFC Ajax)
- 1995 –  Patrick Kluivert (AFC Ajax)
- 1996 –  Jon Dahl Tomasson (SC Heerenveen)
- 1997 –  Boudewijn Zenden (PSV Eindhoven)
- 1998/99 –  Mark van Bommel (Fortuna Sittard)
- 1999/00 –  Arnold Bruggink (PSV Eindhoven)
- 2000/01 –  Rafael van der Vaart (AFC Ajax)
- 2001/02 –  Robin van Persie (Feyenoord)
- 2002/03 –  Arjen Robben (PSV Eindhoven)
- 2003/04 –  Johnny Heitinga (AFC Ajax)[7]

Cena Johana Cruijffa
- 2003 –  Arjen Robben (PSV Eindhoven)
- 2004 –  Wesley Sneijder (AFC Ajax)
- 2005 –  Salomon Kalou (Feyenoord)
- 2006 –  Klaas-Jan Huntelaar (AFC Ajax)
- 2007 –  Ibrahim Afellay (PSV Eindhoven)
- 2008 –  Miralem Sulejmani (SC Heerenveen)
- 2009 –  Eljero Elia (FC Twente)
- 2010 –  Gregory van der Wiel (AFC Ajax)
- 2011 –  Christian Eriksen (AFC Ajax)[8]
- 2012 –  Adam Maher (AZ Alkmaar)[9]
- 2013 –  Marco van Ginkel (Vitesse)[10]
- 2014 –  Davy Klaassen (AFC Ajax)[11]
- 2015 –  Memphis Depay (PSV Eindhoven)
- 2016 –  Vincent Janssen (AZ Alkmaar)
- 2016/17 –  Kasper Dolberg (AFC Ajax)
- 2017/18 –  Matthijs de Ligt (AFC Ajax)
- 2018/19 –  Frenkie de Jong (AFC Ajax)
- 2019/20 – sezóna předčasně ukončena, cena se neudělovala
- 2020/21 –  Ryan Gravenberch (AFC Ajax)
- 2021/22 –  Jurriën Timber (AFC Ajax)
- 2023/23 –  Xavi Simons (PSV Eindhoven)
- 2023/24 –  Johan Bakayoko (PSV Eindhoven)
- 2024/25 –  Jorrel Hato (AFC Ajax)

### Fotbalový brankář roku
- 1987 –  Hans van Breukelen (PSV Eindhoven)
- 1988 –  Hans van Breukelen (PSV Eindhoven
- 1989 –  Ruud Hesp (Fortuna Sittard)
- 1990 –  Stanley Menzo (AFC Ajax)
- 1991 –  Hans van Breukelen (PSV Eindhoven)
- 1992 –  Hans van Breukelen (PSV Eindhoven)
- 1993 –  Ed de Goey (Feyenoord)
- 1994 –  Edwin van der Sar (AFC Ajax)
- 1995 –  Edwin van der Sar (AFC Ajax)
- 1996 –  Edwin van der Sar (AFC Ajax)
- 1997 –  Edwin van der Sar (AFC Ajax)
- 1998/99 –  Jerzy Dudek (Feyenoord)
- 1999/00 –  Jerzy Dudek (Feyenoord)
- 2000/01 –  Ronald Waterreus (PSV Eindhoven)
- 2001/02 –  Edwin Zoetebier (Feyenoord)
- 2002/03 –  Dennis Gentenaar (NEC Nijmegen)
- 2003/04 –  Gábor Babos (NAC Breda)[7]